# Kolisty Przechód
Kolisty Przechód (ok. 1455 m) – szeroka i płytko wcięta przełączka pomiędzy Dziurawą Ścianą i Białą Turnią w północno-zachodniej grani Upłaziańskiej Kopy w Dolinie Kościeliskiej w Tatrach Zachodnich. Jej północno-wschodnie stoki opadają do Żlebu pod Wysranki, południowo-zachodnie do Kolistego Kotła będącego najwyższą częścią orograficznie prawej odnogi Kolistego Żlebu.
Na Kolisty Przechód można łatwo wyjść z obydwu jego zboczy. Te upadające do Żlebu pod Wysranki (Zdziary Upłaziańskie) są zarośnięte lasem, a w okolicach grani również wysoką kosodrzewiną. Z powodu gąszczy trudno z tej strony trafić na właściwą przełączkę, gdyż jest ona płytko tylko wcięta w grań. Z trawiastego i widokowego Kolistego Kotła łatwo natomiast można rozpoznać wyjście na Kolisty Przechód – prowadzi na niego szeroki i trawiasty zachód. Dopiero pod samą granią pojawiają się zarośla kosodrzewiny.